# El día (Miguel Ángel)
El Día es una escultura de mármol (160x150 cm de longitud máxima, en oblicuo 185 cm) de Miguel Ángel Buonarroti, datada en los años 1526-1531 y que forma parte de la decoración de la Sacristía Nueva en San Lorenzo de Florencia. En particular, es una de las cuatro alegorías de las Partes de la Jornada, y se encuentra a la derecha encima del sarcófago de la tumba de Juliano de Medici duque de Nemours.

## Historia
El Día fue probablemente fue iniciado en 1526, cuando la tumba de Lorenzo se estaba finalizando y la de Juliano se iniciaba. La estatua debió ser terminada tras la reanudación de los trabajos después de la pausa forzada por el asedio de Florencia y de sus consecuencias, siendo dejada finalmente en un estado de claro "sin-finalizar" en el momento de la salida del artista hacia Roma en 1534.

## Descripción y estilo
El Día está representado como la personificación varonil, semireclinada y desnuda como el resto de las estatuas de la serie. Quizás tuvo como modelo las divinidades fluviales del arco de Septimio Severo, el Torso de Belvedere, del cual retomó la estructura anatómica en tensión. Retomó además la pose del Niño en la juvenil Madonna de la Escalera y la de uno de los desnudos de bronce de la bóveda de la Capilla Sistina.
Es la única entre la serie de alegorías que da la espalda al espectador, en una pose en contrapuesto frente a aquella de la vecina Noche. El codo izquierdo está plegado en apoyo, mientras que el brazo derecho se alarga hacia atrás para buscar algo: sólo el antebrazo está efectivamente esculpido, la mano en cambio se pierde en la parte no ejecutada. Las piernas están encabalgadas en sentido opuesto a la rotación del busto y este enroscamiento se evidencia también por la rotación de la cabeza hacia el espectador. El rostro barbudo, apenas esbozado, muestra sólo una expresión misteriosa, altamente evocadora y emblemática sobre todo, por su estado inacabado.
La obra ha recibido numerosas interpretaciones: símbolo político de la rebelión de la esclavitud, o tema autobiográfico del ímpetu hacia la libertad; símbolo de la luz cristiana o personificación de la vida; alegoría del fuego o del temperamento colérico; personificación de la acción, del dolor, de la ira, del desprecio o de la venganza...

## Otras imágenes

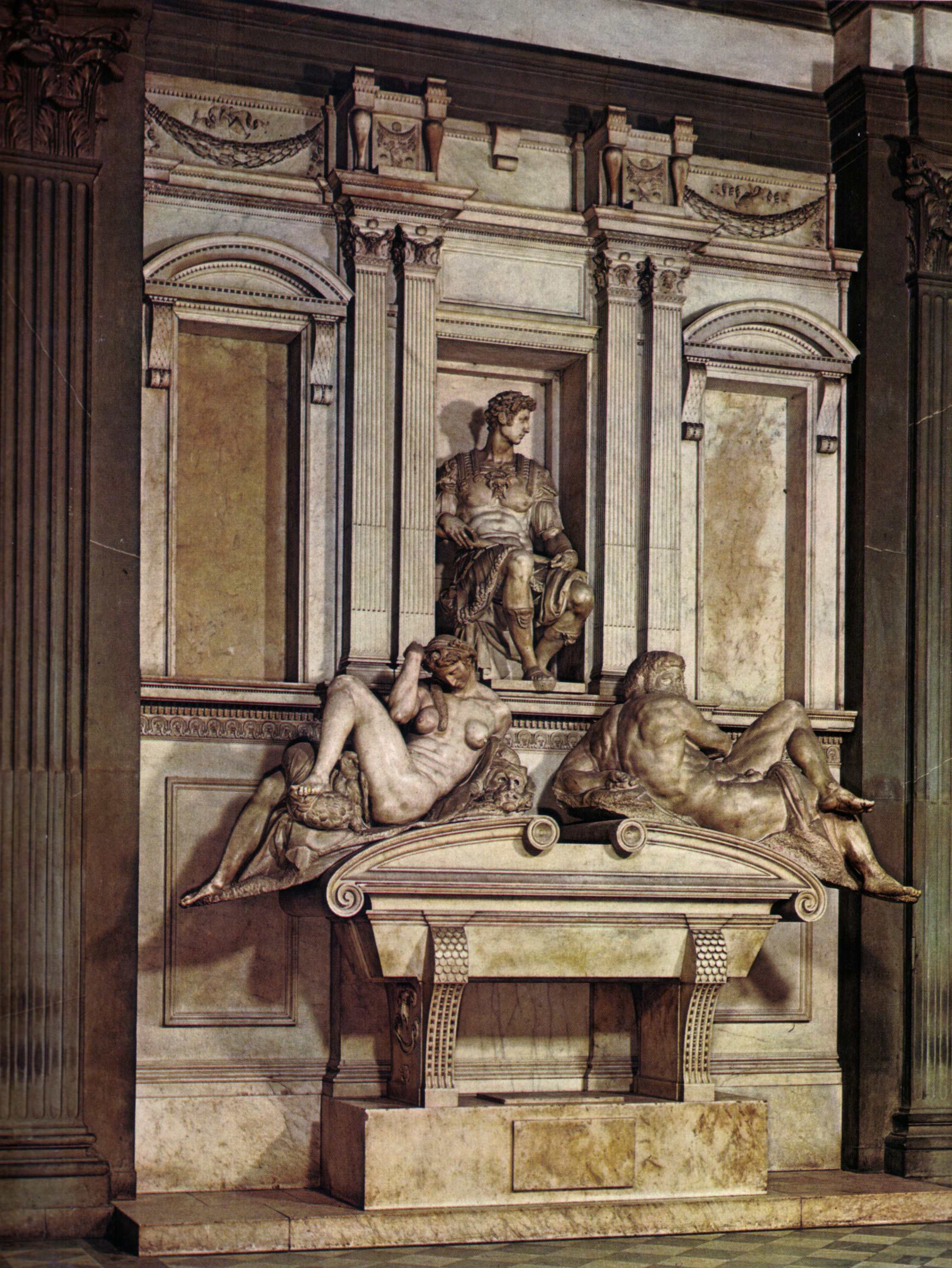
La tumba de Giuliano
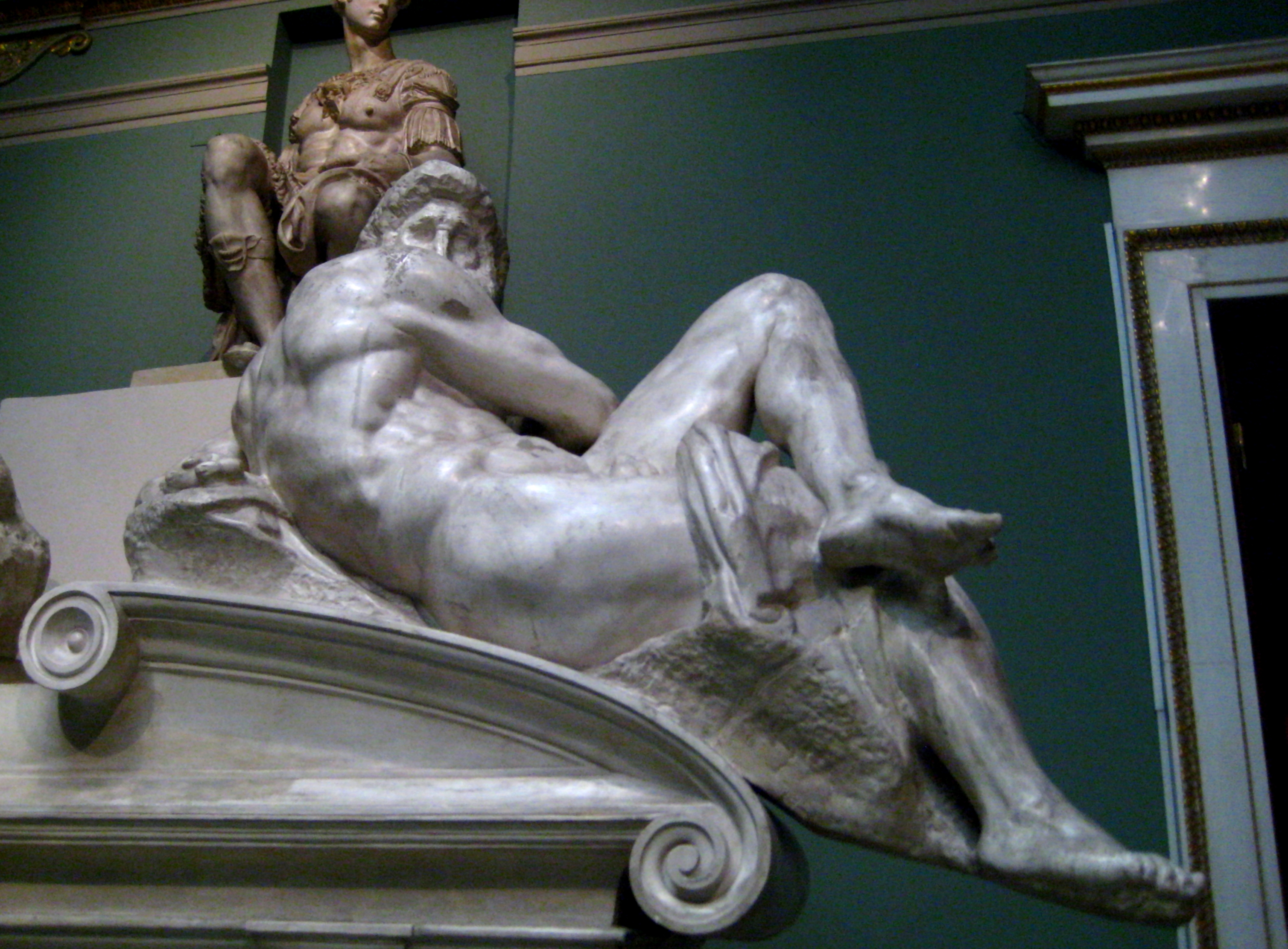
Copia en el Museo Pushkin